# Bathycyathus
Bathycyathus is een geslacht van neteldieren uit de klasse van de Anthozoa (bloemdieren).

## Soort
- Bathycyathus chilensis Milne Edwards & Haime, 1848